# Lepthyphantes latrobei
Lepthyphantes latrobei är en spindelart som beskrevs av Alfred Frank Millidge 1995. Lepthyphantes latrobei ingår i släktet Lepthyphantes och familjen täckvävarspindlar. Inga underarter finns listade i Catalogue of Life.